# Pseudochoeromorpha lar
Pseudochoeromorpha lar là một loài bọ cánh cứng trong họ Cerambycidae.